# Coenosia humilis
Coenosia humilis este o specie de muște din genul Coenosia, familia Muscidae, descrisă de Johann Wilhelm Meigen în anul 1826. Conform Catalogue of Life specia Coenosia humilis nu are subspecii cunoscute.